# Night of the Comet
Night of the Comet (Brasil e Portugal: A Noite do Cometa)   é um filme norte-americano de 1984, dos gêneros comédia, ficção científica e terror,  dirigido por  Thom Eberhardt.
No elenco, estão Catherine Mary Stewart, Robert Beltran, e Kelli Maroney, entre outros.
O filme foi votado em 10º lugar no Bloody Disgusting's Top 10 Doomsday Horror Films de 2009.